# Final da Copa Libertadores da América de 2014
A final da Copa Libertadores da América de 2014 foi a decisão da 55ª edição da Copa Libertadores da América. Foi disputada entre o Nacional, do Paraguai e San Lorenzo, da Argentina em 6 e 13 de agosto de 2014. Pela primeira vez ambas as equipes chegaram a final da competição. Também foi a primeira vez que a final foi disputada pelos dois piores segundos colocados da primeira fase, e a segunda vez que foi formada por duas equipes que ficaram na segunda posição de seus grupos (a outra foi em 2011).

## Caminho até a final

### Segunda fase
| Equipe           | Pts | J | V | E | D | GP | GC | SG |
| ---------------- | --- | - | - | - | - | -- | -- | -- |
| Atlético Mineiro | 12  | 6 | 3 | 3 | 0 | 8  | 5  | +3 |
| Nacional         | 8   | 6 | 2 | 2 | 2 | 8  | 10 | –2 |
| Zamora           | 7   | 6 | 2 | 1 | 3 | 6  | 6  | 0  |
| Santa Fe         | 5   | 6 | 1 | 2 | 3 | 10 | 11 | –1 |

| Equipe                  | Pts | J | V | E | D | GP | GC | SG |
| ----------------------- | --- | - | - | - | - | -- | -- | -- |
| Unión Española          | 9   | 6 | 2 | 3 | 1 | 10 | 9  | +1 |
| San Lorenzo             | 8   | 6 | 2 | 2 | 2 | 6  | 5  | +1 |
| Independiente del Valle | 8   | 6 | 2 | 2 | 2 | 10 | 10 | 0  |
| Botafogo                | 7   | 6 | 2 | 1 | 3 | 5  | 7  | –2 |

### Fase final
| Adversário         | Local | Placar |
| ------------------ | ----- | ------ |
| Vélez Sarsfield    | Casa  | 1–0    |
| Vélez Sarsfield    | Fora  | 2–2    |
| Arsenal de Sarandí | Casa  | 1–0    |
| Arsenal de Sarandí | Fora  | 0–0    |
| Defensor Sporting  | Casa  | 2–0    |
| Defensor Sporting  | Fora  | 0–1    |

| Adversário | Local | Placar      |
| ---------- | ----- | ----------- |
| Grêmio     | Casa  | 1–0         |
| Grêmio     | Fora  | 0–1 (4–2 p) |
| Cruzeiro   | Casa  | 1–0         |
| Cruzeiro   | Fora  | 1–1         |
| Bolívar    | Casa  | 5–0         |
| Bolívar    | Fora  | 0–1         |

## Detalhes

### Jogo de ida
| 6 de agosto   | Nacional         | 1 − 1     | San Lorenzo | Estádio Defensores del Chaco, Assunção |
| 20:15 (UTC−4) | Santa Cruz 90+2' | Relatório | Matos 64'   | Árbitro: COL Wilmar Roldán             |

| Nacional-PAR | San Lorenzo |

| GL               | 1  | Ignacio Don       |  |     |
| DF               | 12 | Ramón Coronel     |  | 70' |
| DF               | 15 | Raúl Piris        |  |     |
| DF               | 3  | José Cáceres      |  |     |
| DF               | 4  | David Mendoza     |  |     |
| MC               | 8  | Juan Argüello     |  |     |
| MC               | 6  | Silvio Torales    |  |     |
| MC               | 18 | Derlis Orué       |  | 70' |
| MC               | 14 | Marcos Melgarejo  |  |     |
| AT               | 7  | Julián Benítez    |  | 62' |
| AT               | 16 | Fredy Bareiro     |  |     |
| Substitutos:     |    |                   |  |     |
| GL               | 25 | Oscar Agüero      |  |     |
| DF               | 23 | Fabián Balbuena   |  |     |
| DF               | 5  | Marcos Miers      |  |     |
| MC               | 10 | Hugo Lusardi      |  | 70' |
| MC               | 13 | Hugo Cabrera      |  |     |
| AT               | 19 | Cecilio Domínguez |  | 62' |
| AT               | 29 | Julio Santa Cruz  |  | 70' |
| Treinador:       |    |                   |  |     |
| Gustavo Morínigo |    |                   |  |     |

| GL            | 12 | Sebastián Torrico   |  |     |
| DF            | 7  | Julio Buffarini     |  |     |
| DF            | 29 | Fabricio Fontanini  |  |     |
| DF            | 6  | Santiago Gentiletti |  |     |
| DF            | 21 | Emmanuel Mas        |  |     |
| MC            | 15 | Héctor Villalba     |  | 70' |
| MC            | 5  | Juan Mercier        |  |     |
| MC            | 20 | Néstor Ortigoza     |  | 85' |
| MC            | 28 | Ignacio Piatti      |  |     |
| MC            | 10 | Leandro Romagnoli   |  | 76' |
| AT            | 26 | Mauro Matos         |  |     |
| Substitutos:  |    |                     |  |     |
| GL            | 1  | Cristian Álvarez    |  |     |
| DF            | 14 | Walter Kannemann    |  |     |
| DF            | 4  | Gonzalo Prósperi    |  |     |
| MC            | 8  | Enzo Kalinski       |  | 85' |
| MC            | 11 | Pablo Barrientos    |  | 76' |
| MC            | 16 | Gonzalo Verón       |  | 70' |
| AT            | 9  | Martín Cauteruccio  |  |     |
| Treinador:    |    |                     |  |     |
| Edgardo Bauza |    |                     |  |     |

| Bandeirinhas: Wilmar Navarro Wilson Berrio Quarto árbitro: Wilson Lamouroux |

### Jogo de volta
| 13 de agosto  | San Lorenzo        | 1 – 0     | Nacional | Estádio Nuevo Gasómetro, Buenos Aires |
| 21:15 (UTC−3) | Ortigoza 35' (pen) | Relatório |          | Árbitro: BRA Sandro Meira Ricci       |

| San Lorenzo | Nacional-PAR |

| GL            | 12 | Sebastián Torrico   |     |     |
| LD            | 7  | Julio Buffarini     |     |     |
| DF            | 2  | Mauro Cetto         |     |     |
| DF            | 6  | Santiago Gentiletti |     |     |
| LE            | 21 | Emmanuel Mas        |     |     |
| VO            | 5  | Juan Mercier        | 30' |     |
| VO            | 20 | Néstor Ortigoza     |     |     |
| MC            | 15 | Héctor Villalba     |     | 81' |
| MC            | 10 | Leandro Romagnoli   |     | 87' |
| AT            | 9  | Martín Cauteruccio  |     | 65' |
| AT            | 26 | Mauro Matos         |     |     |
| Substitutos:  |    |                     |     |     |
| GL            | 1  | Cristian Álvarez    |     |     |
| DF            | 29 | Fabricio Fontanini  |     |     |
| DF            | 14 | Walter Kannemann    |     | 87' |
| MC            | 11 | Pablo Barrientos    |     |     |
| MC            | 8  | Enzo Kalinski       |     | 81' |
| AT            | 22 | Nicolás Blandi      |     |     |
| MC            | 16 | Gonzalo Verón       |     | 65' |
| Técnico:      |    |                     |     |     |
| Edgardo Bauza |    |                     |     |     |

| GL               | 1  | Ignacio Don       |       |     |
| LD               | 12 | Ramón Coronel     | 34'   |     |
| DF               | 15 | Raúl Piris        |       |     |
| DF               | 3  | José Cáceres      |       |     |
| LE               | 4  | David Mendoza     | 90+2' |     |
| VO               | 6  | Silvio Torales    |       |     |
| VO               | 18 | Derlis Orué       |       | 57' |
| MF               | 28 | Marcos Riveros    |       |     |
| MC               | 14 | Marcos Melgarejo  |       | 87' |
| AT               | 7  | Julián Benítez    | 69'   | 85' |
| AT               | 16 | Fredy Bareiro     |       |     |
| Substitutos:     |    |                   |       |     |
| GL               | 25 | Oscar Agüero      |       |     |
| DF               | 23 | Fabián Balbuena   |       |     |
| MC               | 8  | Juan Argüello     |       |     |
| MC               | 10 | Hugo Lusardi      |       | 87' |
| AT               | 19 | Cecilio Domínguez |       |     |
| AT               | 26 | Brian Montenegro  |       | 57' |
| AT               | 29 | Julio Santa Cruz  |       | 85' |
| Técnico:         |    |                   |       |     |
| Gustavo Morínigo |    |                   |       |     |

| Assistentes: Emerson de Carvalho Marcelo Van Gasse Quarto árbitro: Péricles Bassols |